# El Capitan Theatre
El Capitan Theatre es un edificio de seis plantas construido en 1926, situado en el 6838 de Hollywood Boulevard, en Los Ángeles, frente al Grauman's Chinese Theatre. Cuenta con una sala de cine que acogió los estrenos de varias películas, entre ellas Citizen Kane (1941). El resto del edificio era originalmente de los grandes almacenes Barker Bros. De 1942 a 1987, el teatro fue propiedad de Paramount Pictures con el nombre de Hollywood Paramount Theatre.
Tras una renovación financiada por Walt Disney Company a principios de la década de 1990, el cine se convirtió en la sede de los estrenos de producciones del grupo Disney, como Pixar y Marvel. Disney añadió una tienda y un restaurante para convertirlo en un complejo turístico que también aprovechó el antiguo Templo Masónico de Hollywood contiguo, que había comprado.
En 1994, Walt Disney Company llevó a cabo una renovación similar en el Teatro New Amsterdam, cerca de Times Square, en Nueva York, donde se representan los musicales de Walt Disney Theatrical Productions.

## Historia

### 1926: Inauguración y primeros años

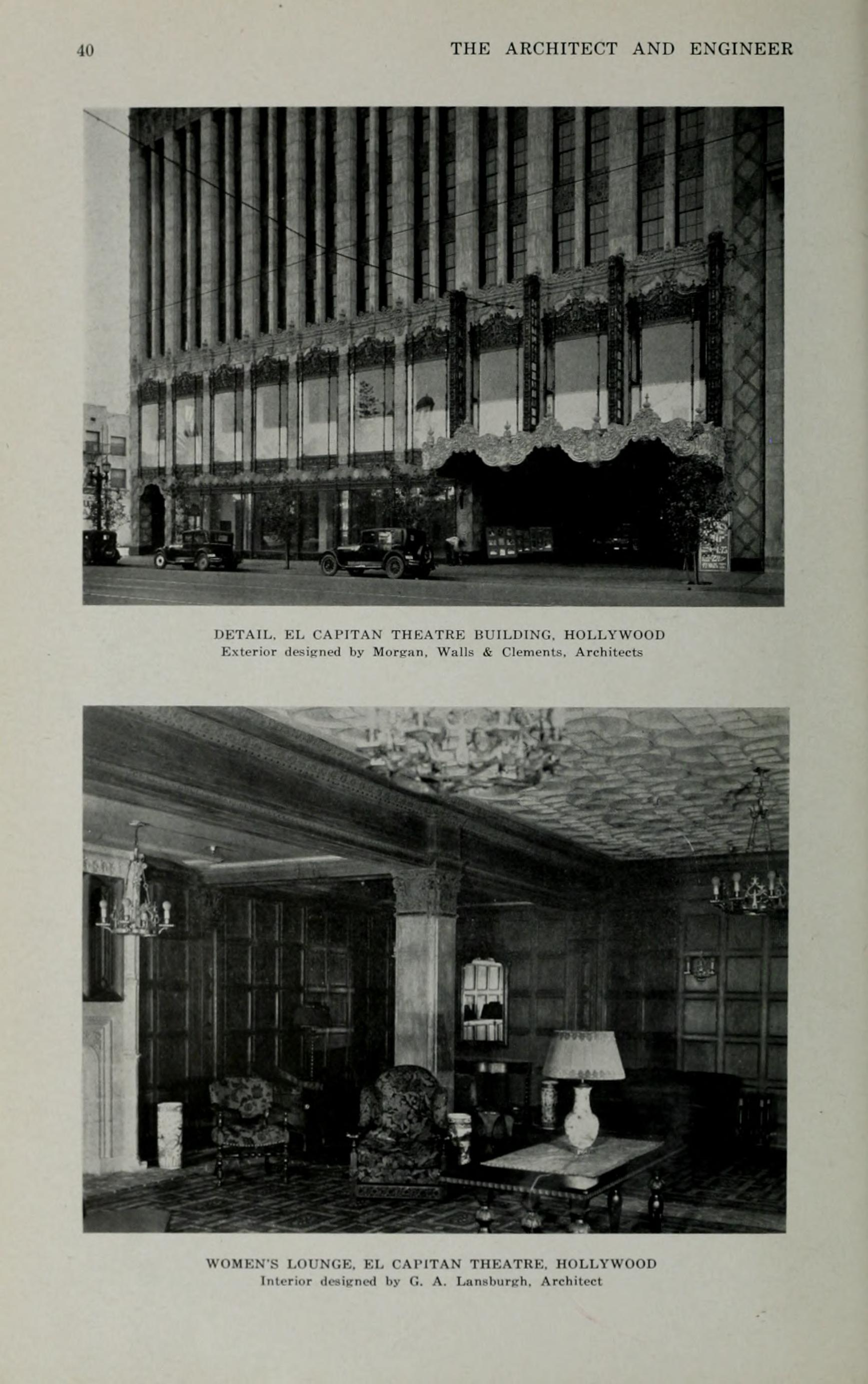
Ilustración de la revista Architect and engineer, 1927

El 1 de octubre de 1924, el promotor Charles E. Toberman compró un terreno contiguo al Templo Masónico de Hollywood, en Hollywood Boulevard, para construir un auditorio y tiendas por 1,2 millones de dólares. El solar, situado en el 6838 de Hollywood Boulevard en Los Ángeles, frente al Grauman's Chinese Theatre, con cuarenta metros de frente y cincuenta y cinco de fondo, era posible construir una sala con novecientos asientos en el parterre y setecientos treinta en el balcón. El promotor Charles E. Toberman también construyó otros treinta y cinco teatros en Hollywood y quería convertirla en la «primera casa de los programas de entrevistas».
El Capitan Theatre se inauguró el 3 de mayo de 1926. Pidió a los arquitectos Morgan, Walls y Clements que diseñaran una fachada de estilo colonial español y al arquitecto G. Albert Lansburgh (afincado en San Francisco) que creara una decoración indochina, que costó 1,25 millones de dólares. El edificio de seis plantas que alberga la entrada al teatro de estilo barroco español el Barker Bros. Furniture Emporium, en el 6834 de Hollywood Blvd. era entonces un gran almacén de la cadena Barker Bros. El primer espectáculo fue Charlot's Revue de André Charlot, programado para doce semanas. Se trata de una versión de 1926 del espectáculo neoyorquino protagonizado por Jack Buchanan, Gertrude Lawrence y Beatrice Lillie, que se representó primero en Detroit y después en el Selwyn Theatre de {[Chicago]] durante tres semanas a partir del 21 de marzo de 1926.
Uno de los siguientes espectáculos fue The Green Hat, con la actriz Ruth Chatterton, antes de su debut cinematográfico en agosto de 1926. El local sirvió de escenario para la película Becky (1927), a pesar de su ubicación en Broadway. Durante diez años, el escenario acogió a figuras de la talla de Will Rogers, Clark Gable y Joan Fontaine.

### 1941: Hollywood Paramount Theatre
En 1941 se estrenó aquí Citizen Kane de Orson Welles, una prueba para el teatro pero esta representación marcó el final de una era: fue la primera película que se proyectó en el teatro.
El 23 de octubre de 1941, el cine propiedad de Charles E. Toberman fue comprado por Paramount Pictures, Leonard Goldenson, llegado de Nueva York, en asociación con el grupo Fanchon y Marco, que pretendía convertirlo en un cine de lujo por un coste de 150 000 dólares. El teatro cerró durante un año tras ser comprado por Paramount. En febrero de 1942, Paramount anunció la reapertura del teatro tras dieciséis años como auditorio, pero como cine, con el estreno mundial de Reap the Wild Wind de Cecil B. DeMille. El 1 de marzo de 1942, Fanchon Wolff, del dúo Fanchon y Marco, publicó un anuncio en el que buscaba veinte mujeres jóvenes para trabajar como acomodadoras en el estreno de la película de Cecil B. DeMille Reap the Wild Wind. El 19 de marzo de 1942 pasó a llamarse Hollywood Paramount Theatre y se transformó en un cine arte moderno al estilo de los transatlánticos. Sin embargo, la decoración original se ha conservado bajo la nueva. Para evitar confusiones, el Paramount Theatre de la calle 6 pasó a llamarse Downtown Paramount Theatre, pero fue demolido en 1960.
Al mismo tiempo, para aumentar la confusión, el Hollywood Playhouse, situado a pocas calles de distancia, en el 1735 N. Vine Street, fue rebautizado como El Capitan Theatre. Vine Street, pasó a llamarse El Capitan Theatre y acogió la revista Blackouts de Ken Murray, que se representó durante siete años, con un total de 3.844 funciones. En 1963, la ABC se hizo cargo del local para un programa con Jerry Lewis, llamado The Hollywood Palace, que también fue el nombre que se dio al local. En 1970, la sala fue utilizada por Merv Griffin para su programa de televisión antes de convertirse en discoteca en 1979.
En 1948, Paramount se escindió por orden judicial y los cines se fusionaron en United Paramount Theatres. El 26 de mayo de 1948 se celebró en el teatro el estreno de la película The Emperor Waltz, con un cartel repleto de estrellas, y que iba a ser la ceremonia más importante desde la Segunda Guerra Mundial. La ceremonia fue televisada por el canal KTLA, propiedad de Paramount, a pesar de la prohibición de que los actores de cine aparecieran en televisión, lo que causó indignación en la profesión, ya que ambos medios se habían separado hacía poco tiempo.

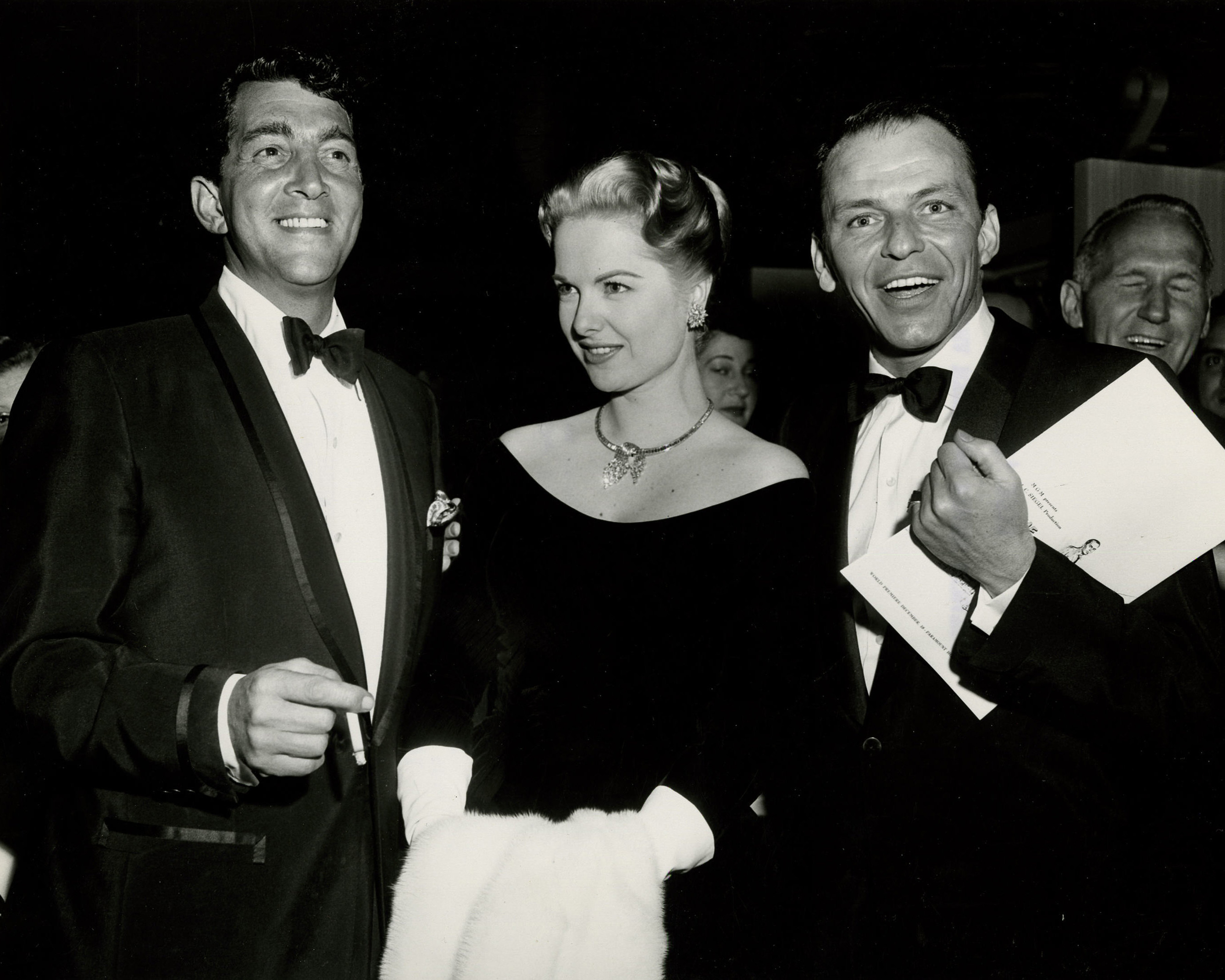
Estreno de Some Came Running (1958) protagonizada por Dean Martin, Martha Hyer y Frank Sinatra.

En diciembre de 1958, el estreno de la película de Vincente Minnelli Some Came Running, producida por Metro-Goldwyn-Mayer y protagonizada por Dean Martin, Martha Hyer y Frank Sinatra, tuvo lugar en el Hollywood Paramount Theatre, tras rodarse en Madison, Indiana. El 26 de febrero de 1959, ElectroVision Corporation, que había cambiado de nombre y de dirección, anunció que había comprado 10 cines propiedad del conglomerado Fanchon y Marco en California por 2,5 millones de dólares, incluido el Hollywood Paramount Theatre, y que planeaba añadir 28 más. El 7 de enero de 1960, ElectroVision Corporation finalizó la compra de los teatros, incluido el Baldwin Theatre (en La Brea Avenue), que iba a ser renovado, y especificó que el Hollywood Paramount sería el teatro insignia de su red de 55 teatros. El 1 de noviembre de 1960, ElectroVision vendió doce salas por 2,5 millones de dólares a Fred Stein, que creó la empresa Statewide Theatres.
En 1962, el estreno del American Folk Ballet, diseñado por Burch Mann, se presentó en la Salle des Arts de París. En diciembre de 1967, Loew's compró los Statewide Theatres y los integró en su red Loew's West Coast Theatres, renovando todos los teatros. Loew's adquirió 26 habitaciones y lanzó un programa de 1 millón de dólares para renovarlas, con un plazo que vencía a finales de diciembre de 1967. El Hollywood Paramount también ve renovadas sus alfombras y sus instalaciones de restauración.
En la década de 1970, Barker Bros cerró su tienda y el espacio se convierte en oficinas. El 20 de marzo de 1975, tras proyectarse durante 13 semanas en el Grauman's Chinese Theatre, recaudando 1,33 millones de dólares, Terremoto (1974) se trasladó al otro lado de la calle, al Hollywood Paramount Theatre, durante otras 13 semanas. Universal organizó una nueva ceremonia con los actores y simuló el traslado de las bobinas sobre una alfombra roja de 90 m de largo.
En julio de 1979, SRO Theatres anunció una renovación del teatro siguiendo «la elegante tradición de su belleza original». En 1981, la sala se utilizó para el Festival de Cine de Los Ángeles (Filmex). El edificio de seis plantas, destinado a las oficinas de Barker Brother, fue restaurado hacia 1985 como parte de un proyecto más amplio de revitalización del corazón de Hollywood iniciado en abril de 1986.

### 1991-1999: Renovación por Disney
En 1987, Walt Disney Company se embarcó en un programa para ayudar a Hollywood a recuperar su antiguo esplendor. Las dos compañías renovaron el Majestic Crest Theatre de Westwood y encargaron a Joseph Munil. En 1989, Disney firmó un contrato con Pacific Theatres, propietario del teatro El Capitán, para utilizar el recinto. El 26 de febrero de 1990, Disney y Pacific Theatres presentaron su proyecto a la Hollywood Cinemas Foundation. El proyecto prevé la demolición del auditorio de 1 500 plazas y la creación de dos nuevas salas, con una reapertura prevista en junio de 1990 para el estreno de Dick Tracy.
En 1989, tras la presión ejercida por organizaciones conservacionistas, Disney y Pacific cambiaron sus planes y pusieron en marcha una renovación de dos años. En 1990, El Capitán se convirtió en el 495.º Monumento del Patrimonio Cultural de Los Ángeles. Disney está llevando a cabo renovaciones bajo la supervisión del Servicio de Parques Nacionales del Departamento del Interior de los Estados Unidos. La factura asciende a 6 millones de dólares incluidos 1,2 millones de dólares sólo para el auditorio. Una de las principales renovaciones consiste en un gigantesco órgano Wurlitzer. Sin embargo, la capacidad del auditorio se ha reducido a 1.100 plazas y la sala de proyecciones se ha trasladado de debajo del balcón a la primera planta. La pantalla de 42 por 20 pies (13 × 20 m) está equipada con THX y Cinema Digital Sound.

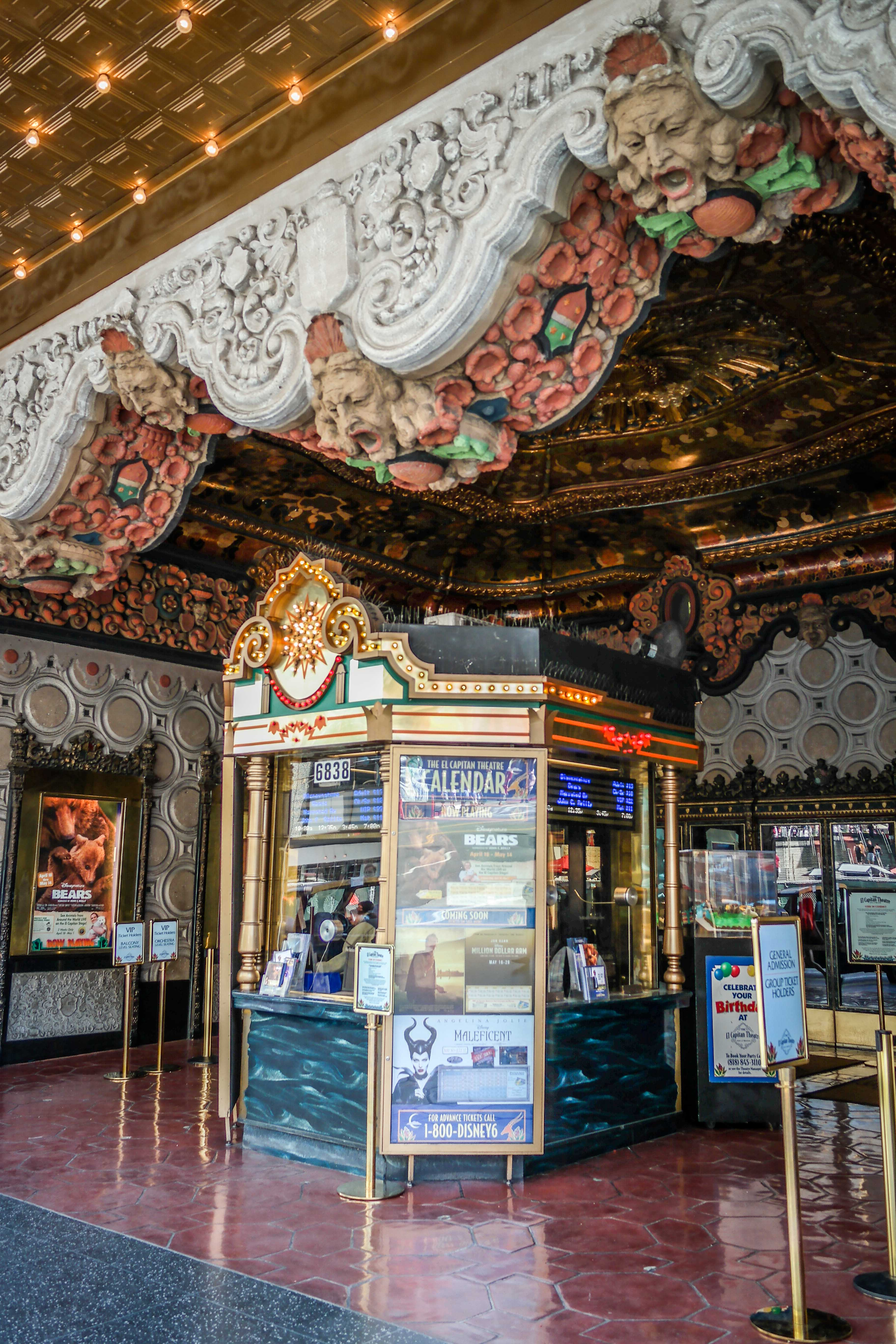
Taquilla a la entrada del recinto
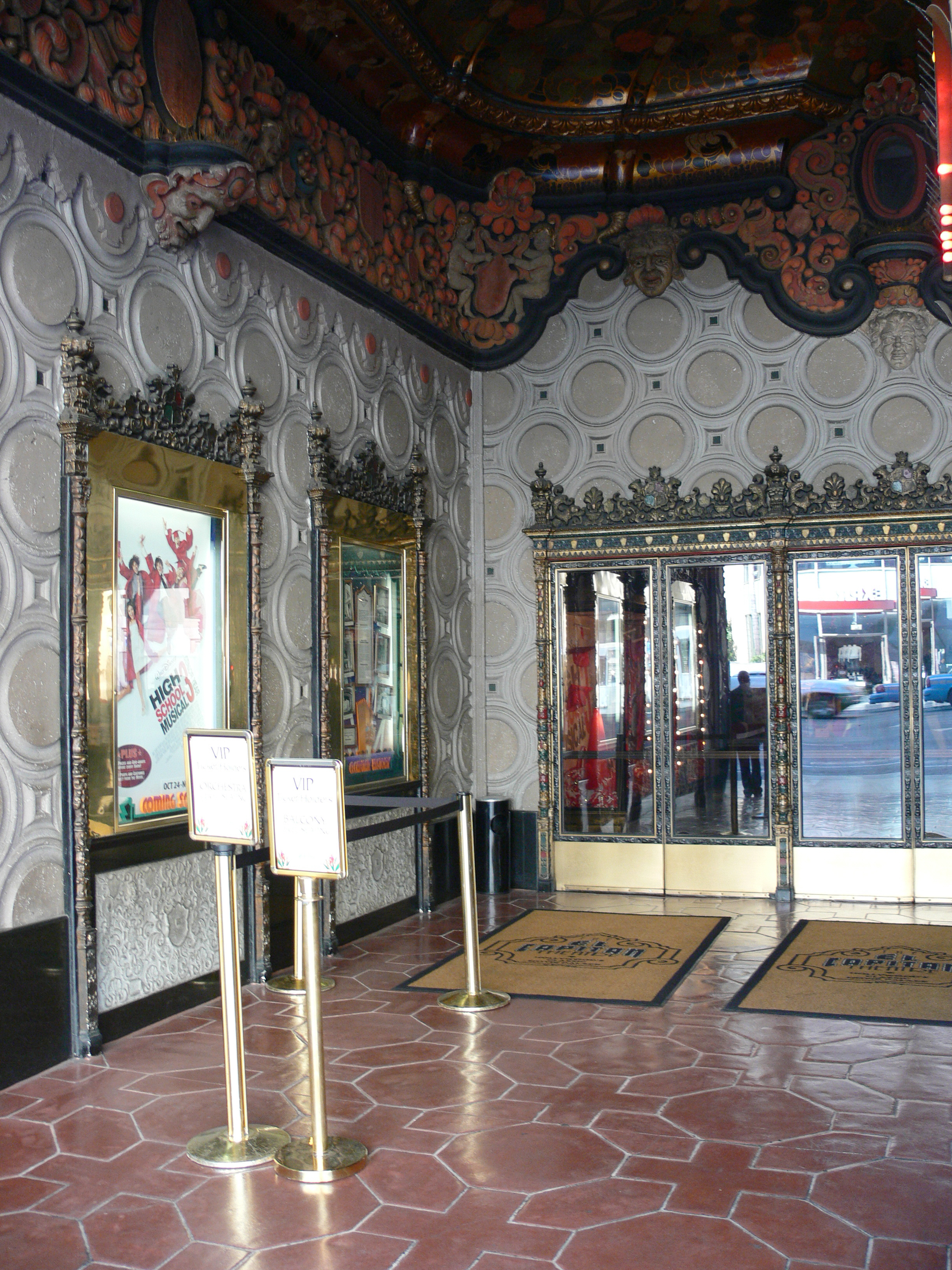
Entrada a la sala
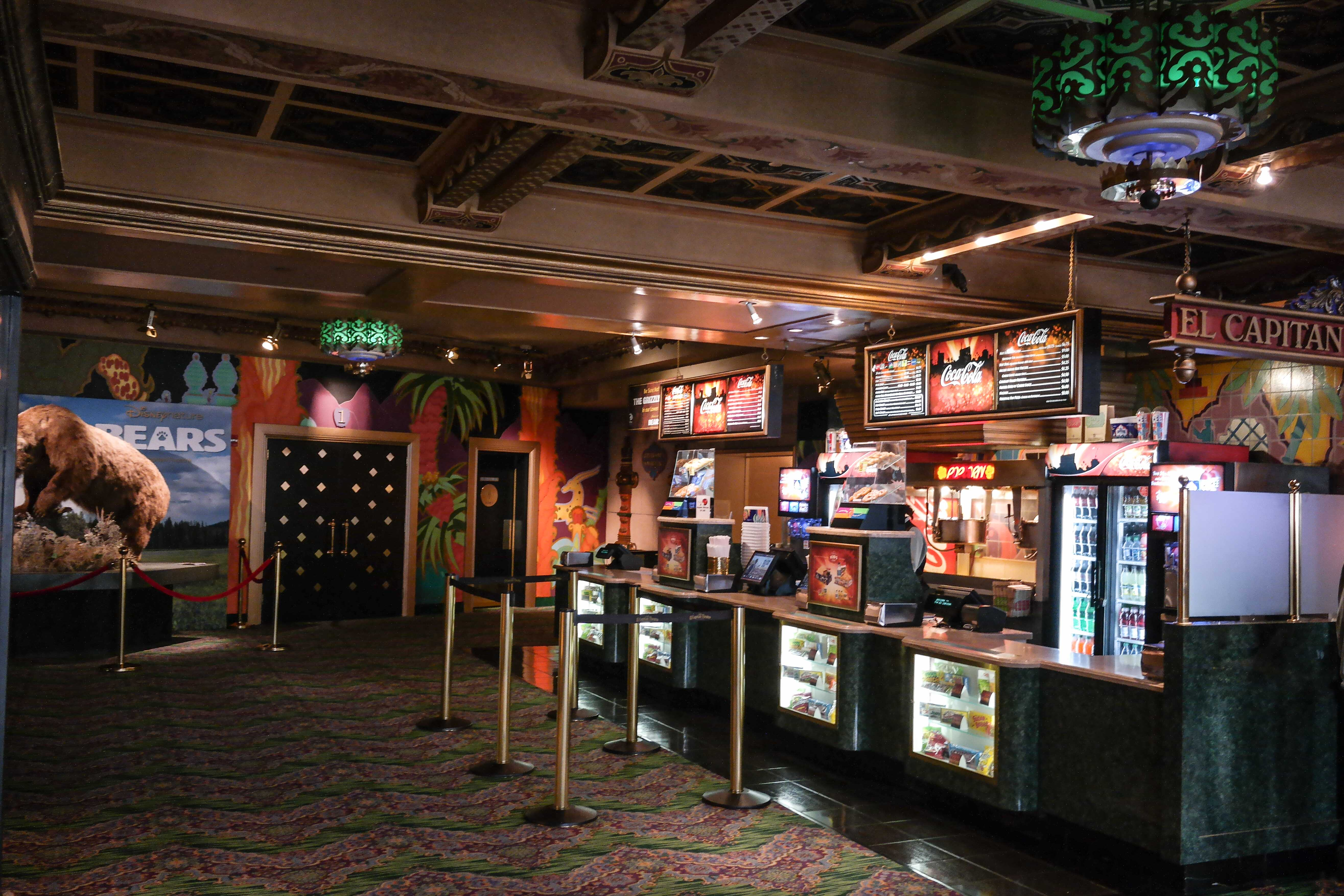
Vestíbulo
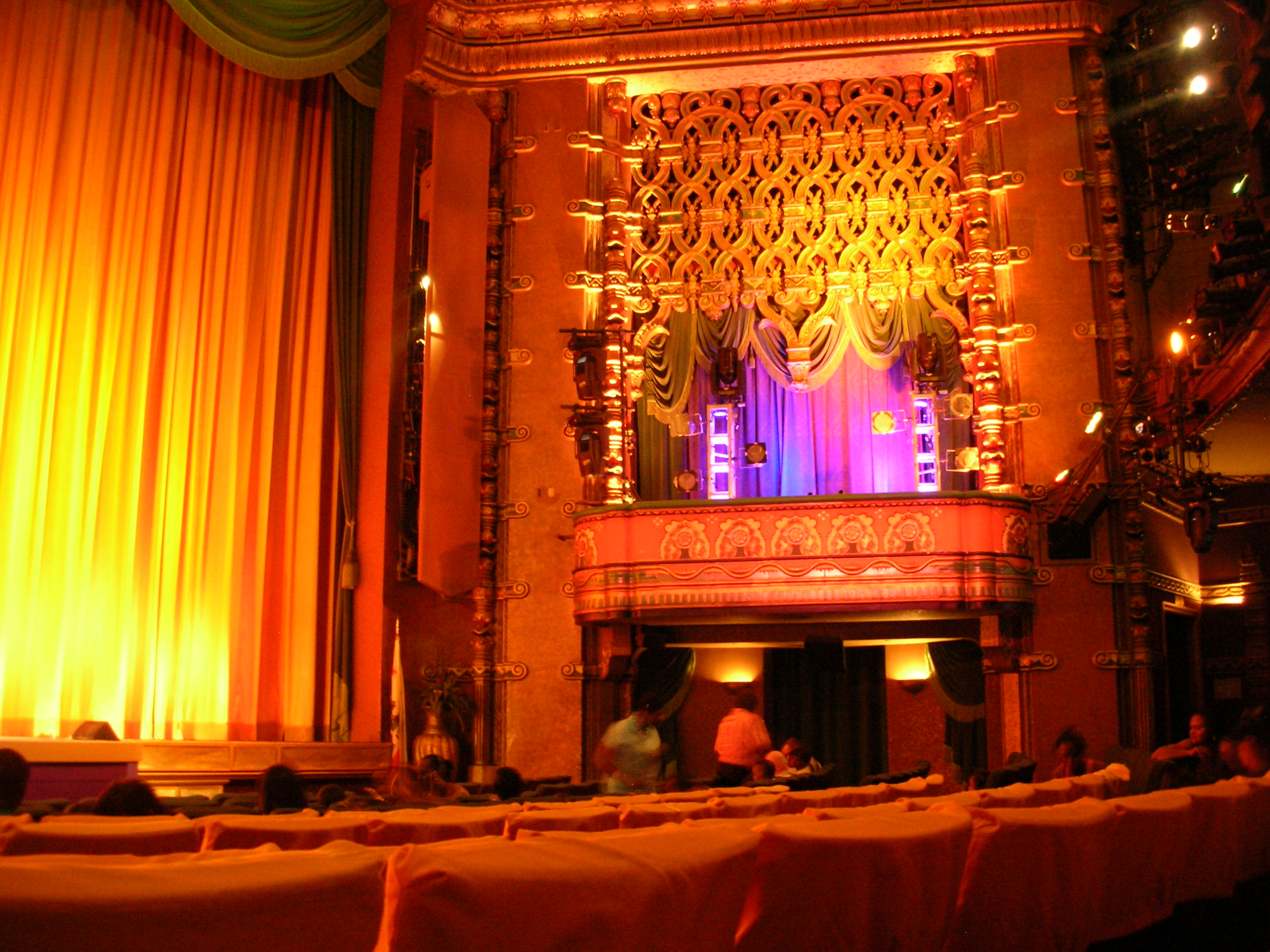
Dentro del vestíbulo
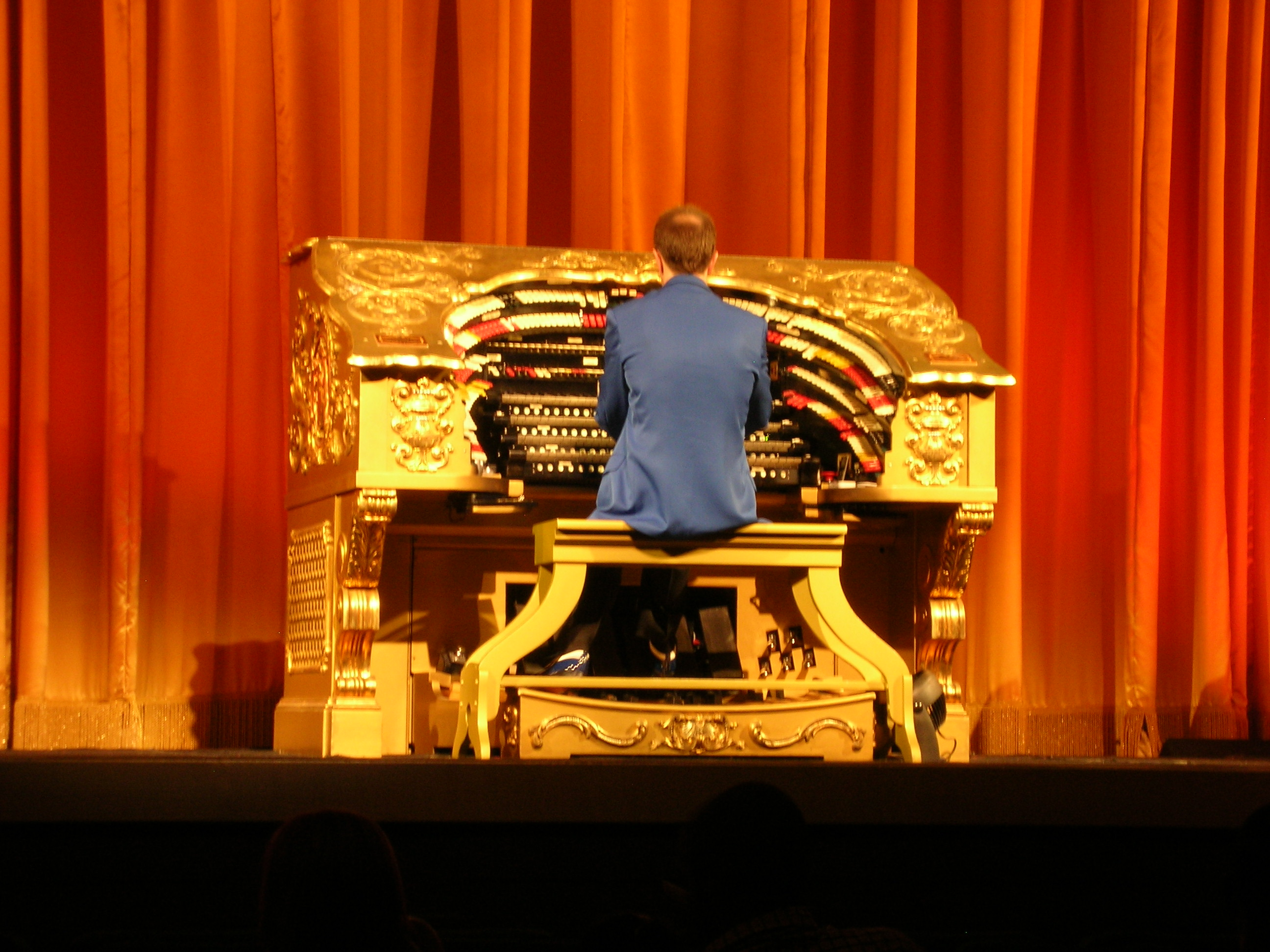
El órgano Wurlitzer
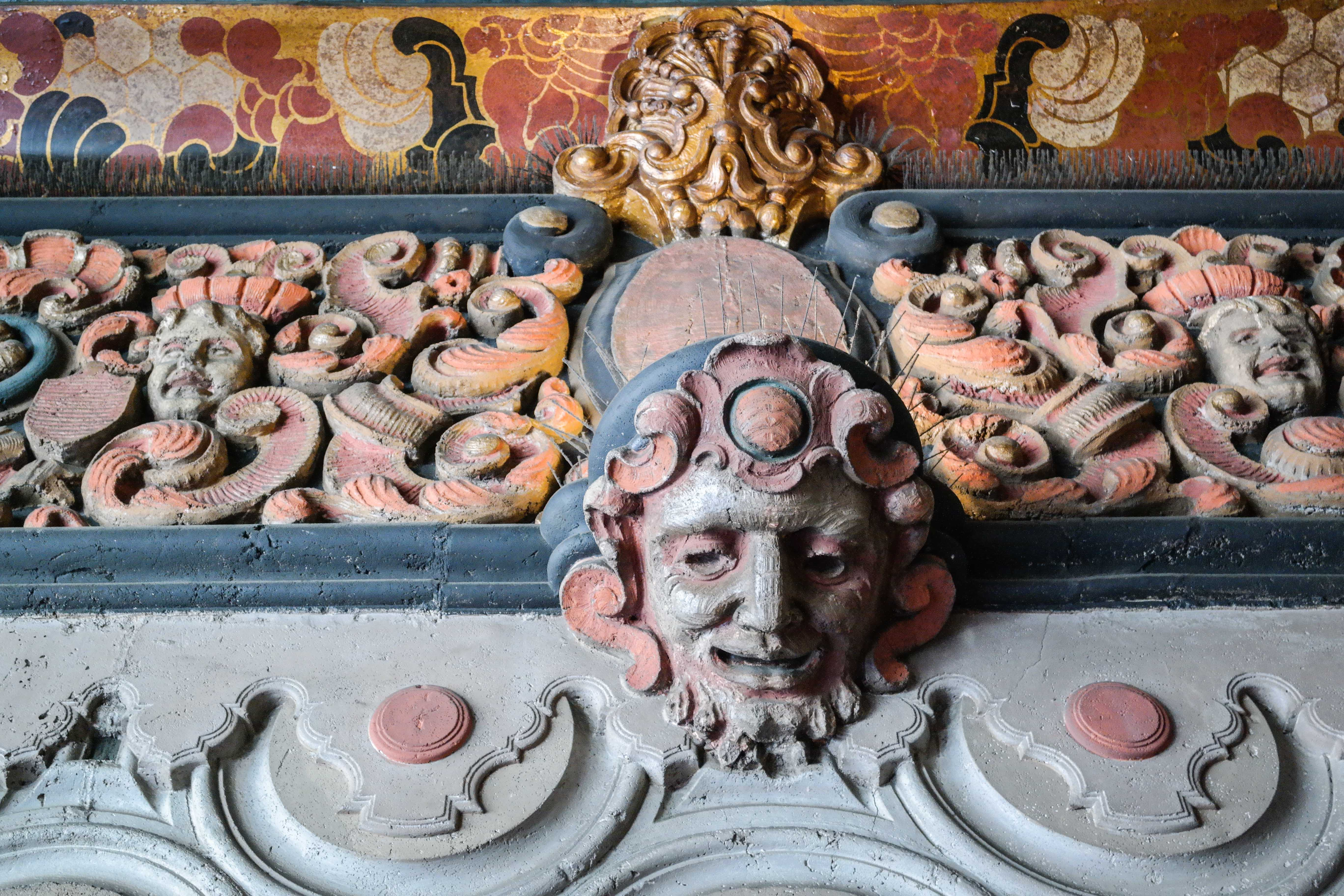
Detalle de la decoración de la fachada
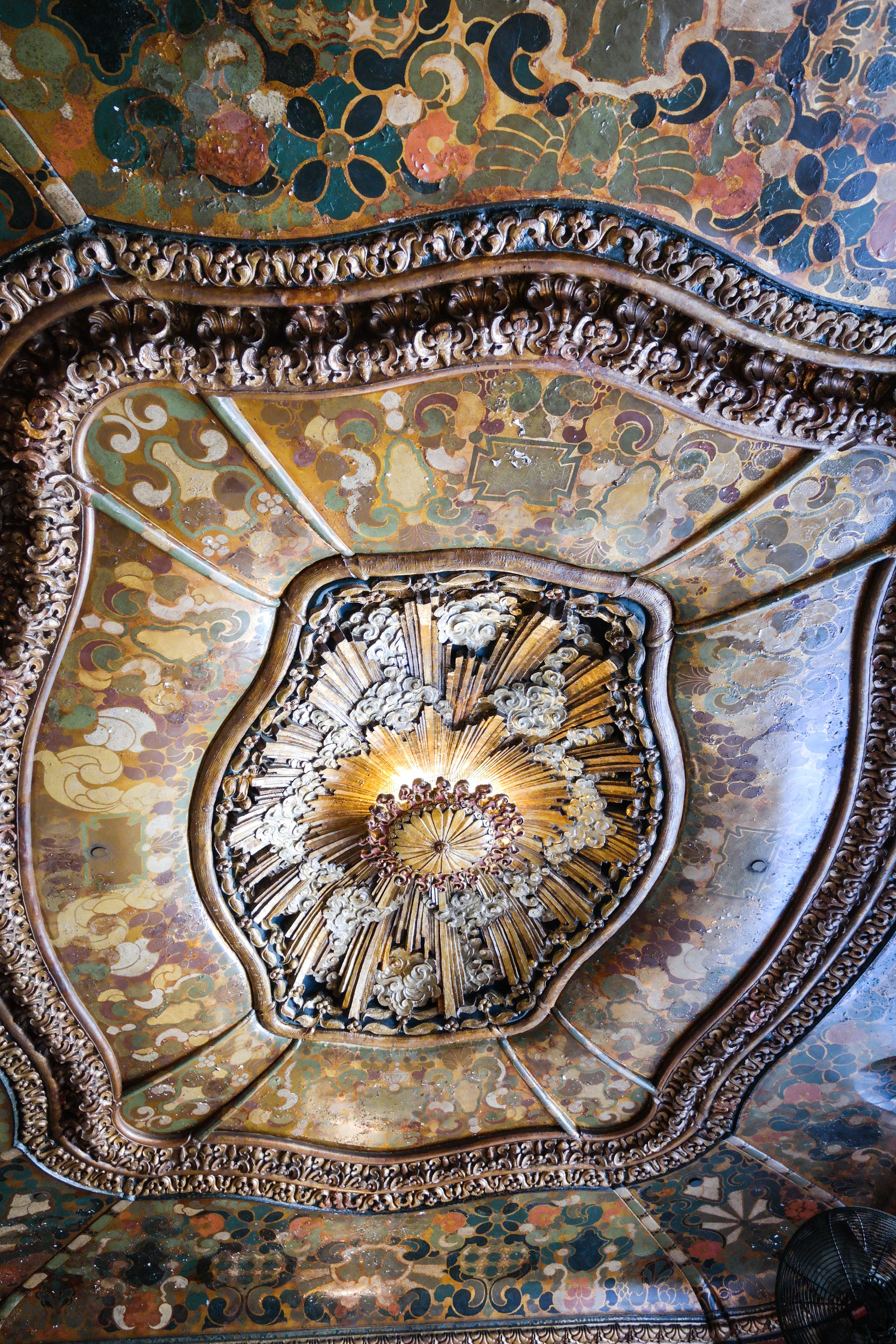
Detalle del techo de la entrada
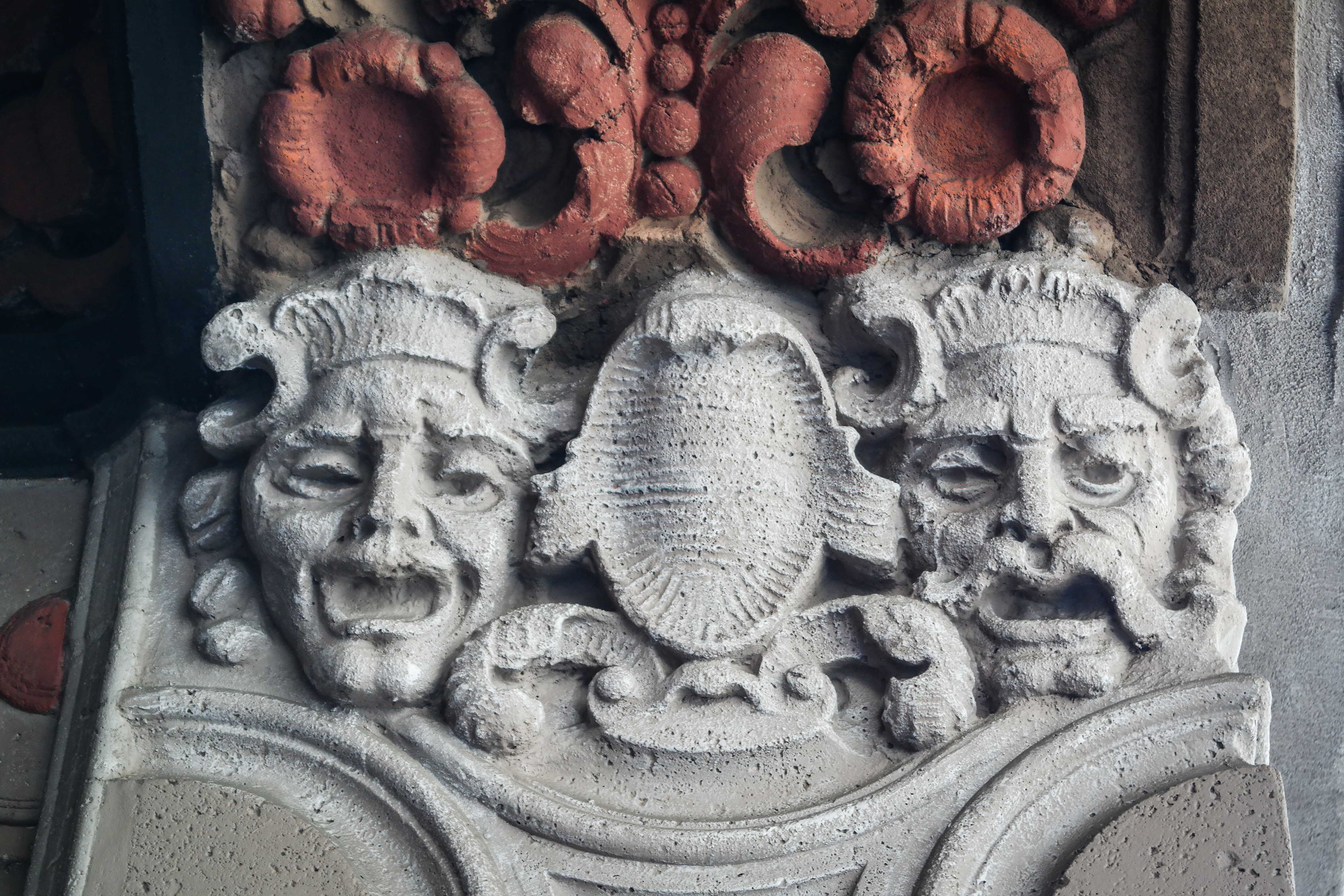
Detalle de la decoración de la fachada
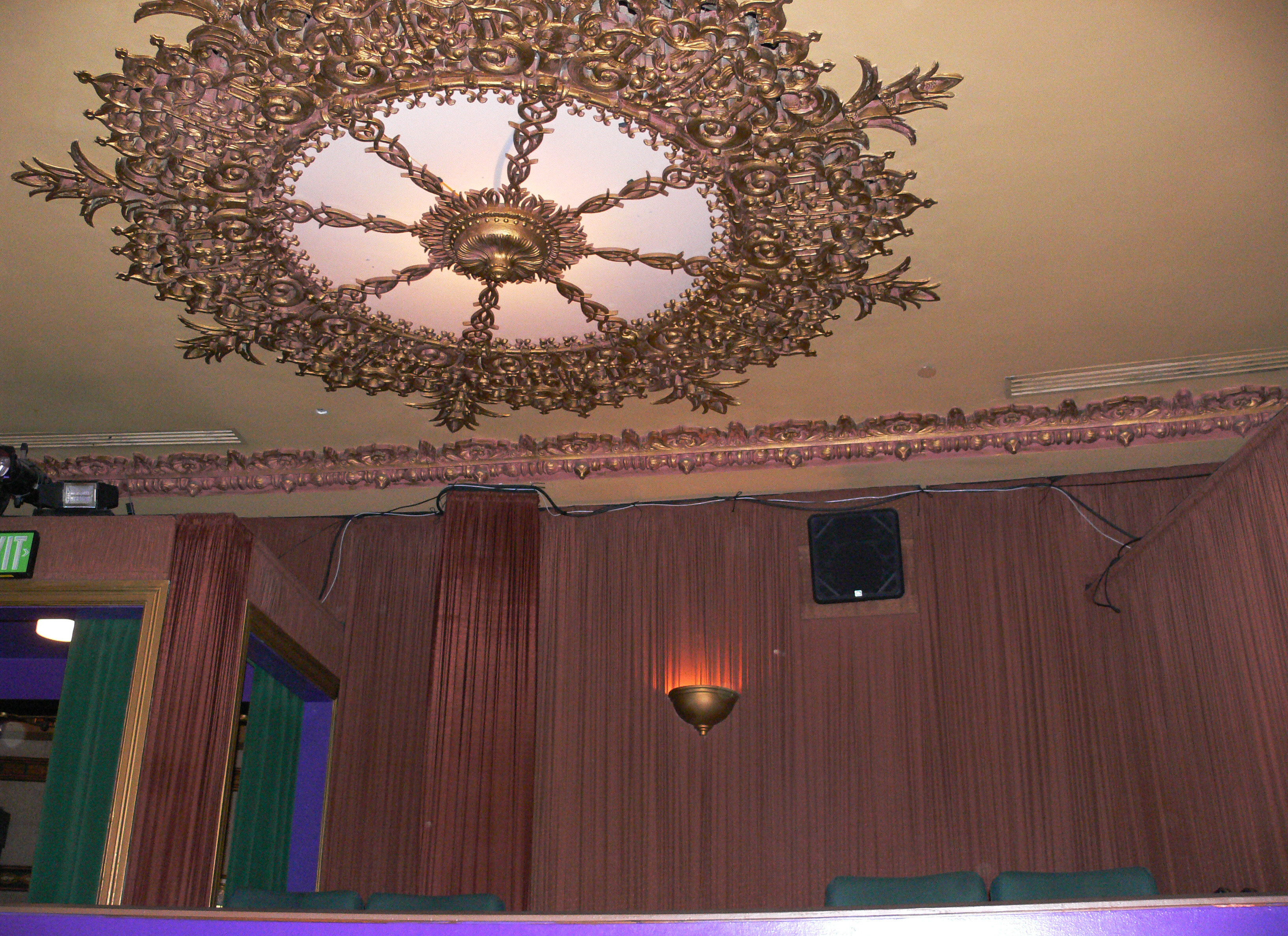
Techo de uno de los cubículos del auditorio

El teatro reabrió sus puertas en junio de 1991 para el estreno mundial de The Rocketeer reducido a 998 plazas. Se pide a la ciudad y a los distintos propietarios que mejoren o renueven los alrededores, por ejemplo facilitando aparcamiento gratuito a los espectadores, creando carriles bici y luchando contra los traficantes de droga. El estreno mundial de La Bella y la Bestia tuvo lugar el 13 de noviembre de 1991.
En 1994, tras un terremoto, CUNA Mutual Group, con sede en Madison (Wisconsin), se convirtió en propietaria del local. La empresa ha tenido que reforzar la estructura del edificio, debilitada por el terremoto, y renovar el vestíbulo, que se inundó al fallar el sistema contra incendios, con un coste total de casi 10 millones de dólares, 9,8 millones de dólares. Toy Story se estrenó el 19 de noviembre de 1995 en Hollywood, California, en el El Capitan Theatre. Una zona adyacente se ha transformado en un pequeño parque temático de Toy Story en tres niveles, con una pista de obstáculos que incluye soldados de plástico y una pizzería al estilo de Pizza Planet.
En 1998, Disney compró Hollywood Masonic Temple adyacente junto con los 3.172,6 m² de terreno a través de una filial llamada Buena Vista Theatres. En 2002 se renovó, recibió el nombre de El Capitan Entertainment Center y se convirtió en estudio de televisión. El 24 de julio de 1998, Roy O. Disney, hermano de Walt Disney, fue honrado póstumamente con una estrella en el Paseo de la Fama de Hollywood, situado a la salida de El Capitan Theatre.
En 1999, un local comercial situado junto a la entrada del teatro se transformó en una Tienda Disney. Este espacio se mencionó en la prensa como proyecto a finales de 1998 y no figuró como abierto hasta octubre de 1999.

### Desde el año 2000, los estrenos de Disney
El 3 de junio de 2001, la sala acoge el estreno mundial de la película Atlantis: El imperio perdido. La inauguración en 2001 del complejo Hollywood and Highland Center, adyacente al Grauman's Chinese Theatre, permitió revitalizar económicamente la zona y llenar las oficinas del complejo El Capitan. El 18 de mayo de 2003 se estrena la película Buscando a Nemo.

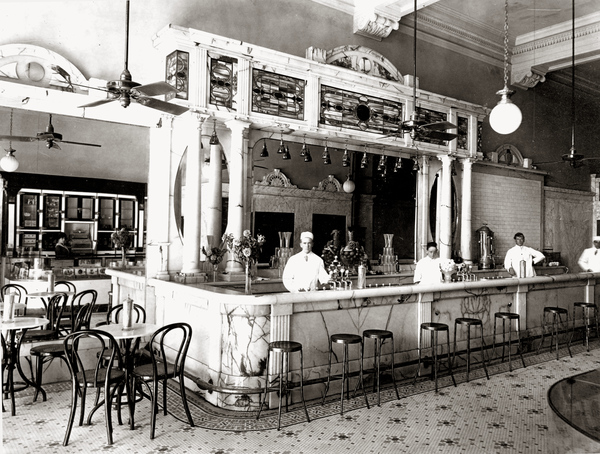
Ejemplo de fuente de soda en el Palace Soda Fountain de Tampa, Florida, hacia 1925.

El 22 de junio de 2005, Disney reabre la planta baja del local ocupado por la tienda Baker Bros. en el 6834 de Hollywood Boulevard con el nombre de Disney's Soda Fountain and Studio Store, que ofrece una tienda, pero también un espacio de restauración con una fuente de soda. El 13 de julio de 2005, Disney inauguró una estrella similar a las del Paseo de la Fama de Hollywood en la parte privada de la acera frente al 6834 de Hollywood Boulevard en honor al parque Disneyland por su 50.º aniversario. Normalmente reservada a personalidades vivas o ficticias, es la primera vez que se concede una estrella a un lugar. Pero no es la primera vez que se otorgan estrellas denominadas comerciales. Las dos revistas Variety y The Hollywood Reporter tuvieron ese honor por su cobertura del mundo de Hollywood durante sus respectivos aniversarios: 100 años la primera y 75 años la segunda. Sus estrellas también se encuentran en un recinto privado, el patio del Hotel Roosevelt. La estrella cuesta 15 000 dólares estadounidenses, que se pagan a la asociación encargada de las estrellas, el Hollywood Historic Trust, pero la proximidad de otras estrellas oficiales plantea interrogantes.

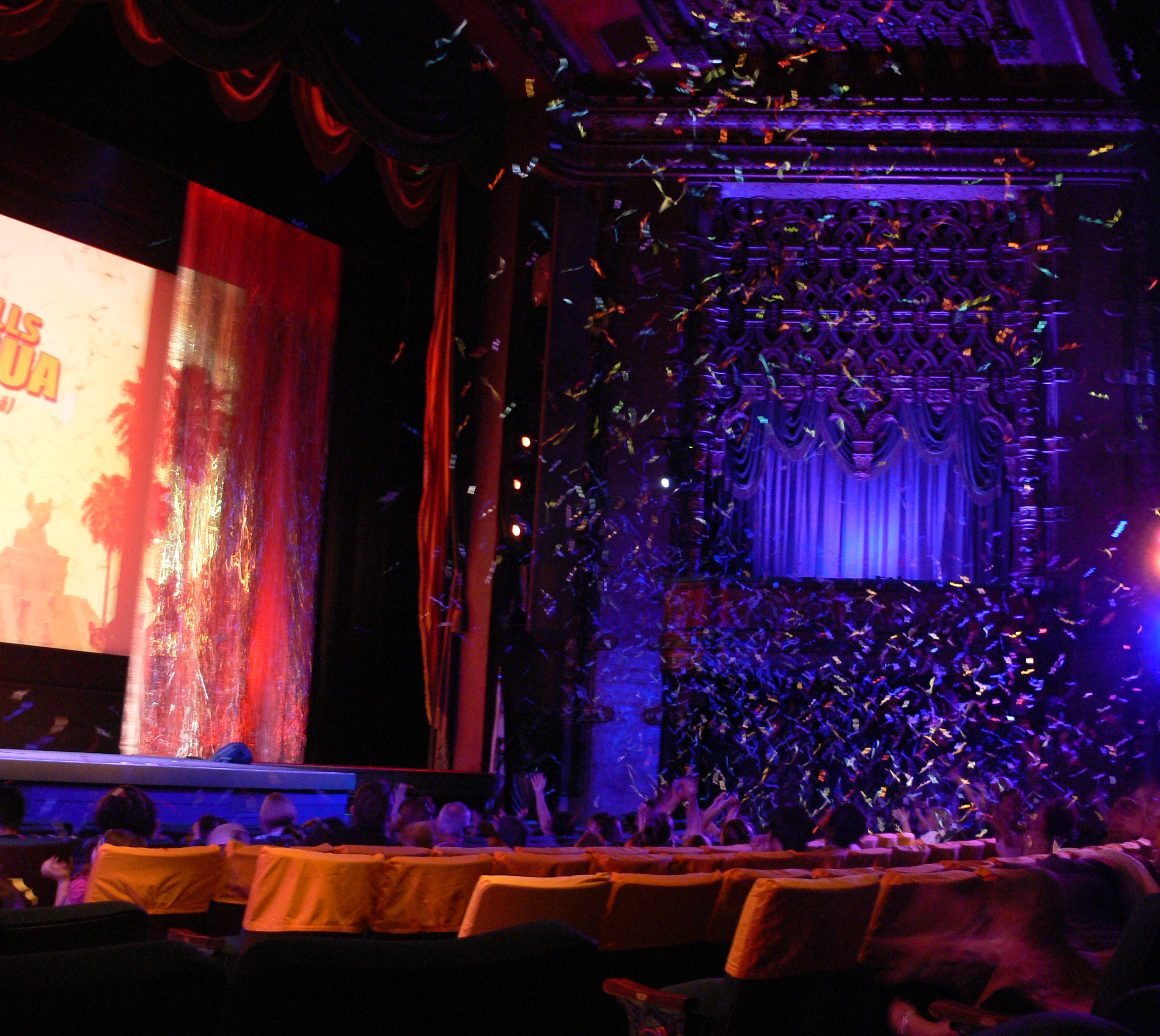
Confeti lanzado en la sala durante el estreno de Beverly Hills Chihuahua (2008).

El 6 de septiembre de 2007 se celebró una gala a la que asistieron, entre otros, los hermanos Sherman y los actores Bruce Reitherman, Darlene Carr y Chad Stuart para presentar el lanzamiento de una edición coleccionista en dos DVD de la película El libro de la selva (1967), que celebraba su 40.º aniversario. Del 7 al 23 de septiembre de 2007, se presenta una exposición en el El Capitan Theatre de Los Ángeles antes del lanzamiento el 2 de octubre de los DVD. El 18 de septiembre de 2008, el edificio se puso a la venta por 31 millones de dólares estadounidenses. Los inquilinos, entre los que se encuentra Disney, no tienen previsto por el momento rescindir su contrato con el nuevo propietario. El 7 de abril de 2010, Paramount Pictures anuncia que la película Iron Man 2, coproducida por Marvel Studios, ahora filial de Disney, se estrenará en Estados Unidos el 4 de mayo en el El Capitan Theatre de Hollywood. El 4 de marzo de 2011, Disney anunció que la película Mars Needs Moms se estrenaría del 11 de marzo al 21 de abril de 2011 en el El Capitan Theatre.
El 10 de febrero de 2012, Disney anunció, con motivo del estreno de la película Arriety (2011) en Estados Unidos, una exposición sobre esta producción de Ghibli en el El Capitan Theatre, del 17 de febrero al 8 de marzo de 2012. El 2 de marzo de 2012, Disney anuncia que la siguiente exposición estará dedicada a la película John Carter, del 9 de marzo al 19 de abril de 2012. El 29 de octubre de 2012, se celebra el estreno de la película Wreck-It Ralph en el El Capitan Theatre. En 2012, Disney lanza un programa de «sesiones retro» el primer jueves de cada mes, durante el cual el público puede ver una película estrenada hace varios años que ha seleccionado en Internet.
El 29 de abril de 2013, Disney anuncia una exposición sobre Iron Man 3 del 3 de mayo al 19 de junio de 2013. El 20 de julio de 2013, coincidiendo con el estreno de Aviones, Disney anunció eventos del 9 de agosto al 18 de septiembre, entre ellos un museo aeronáutico y espectáculos de aves. El 16 de septiembre de 2013, Ghirardelli y Disney anunciaron la apertura de una zona de fuentes de chocolate en Disney's Soda Fountain and Studio Store el 15 de noviembre de 2013. Se abre en la fecha prevista. El 16 de abril de 2014, Disney anunció una exposición y espectáculos de magia de Greg Wilson antes de cada proyección de la película Maléfica en El Capitan Theatre del 29 de mayo al 17 de julio. El 6 de junio de 2014, Disney anunció eventos en El Capitan Theatre del 18 de julio al 20 de agosto coincidiendo con el estreno de Planes: Fire & Rescue. El 11 de mayo de 2018, Disney anunció que Los Increíbles 2 tendrá una presentación especial del 14 de junio al 29 de julio de 2018 en El Capitan Theatre con una función de estreno.

Marquesa decorada para los estrenos en El Capitan Theatre
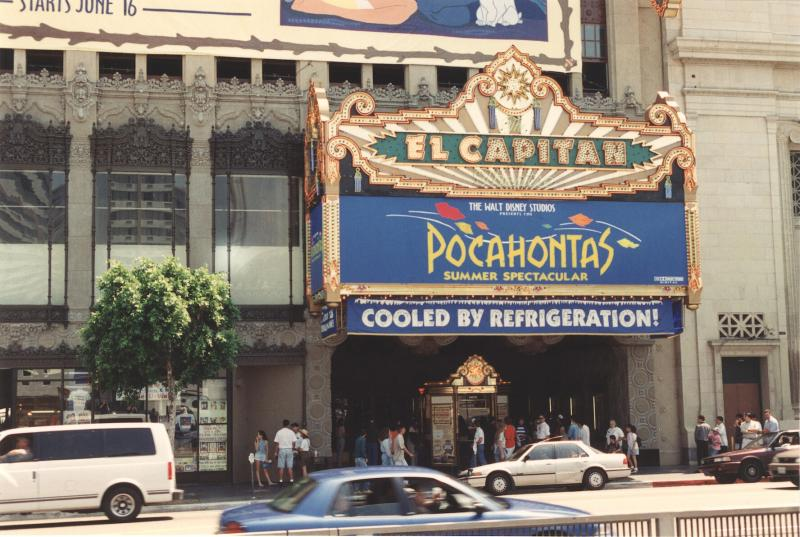
Póster de Pocahontas (1995) de Walt Disney Pictures
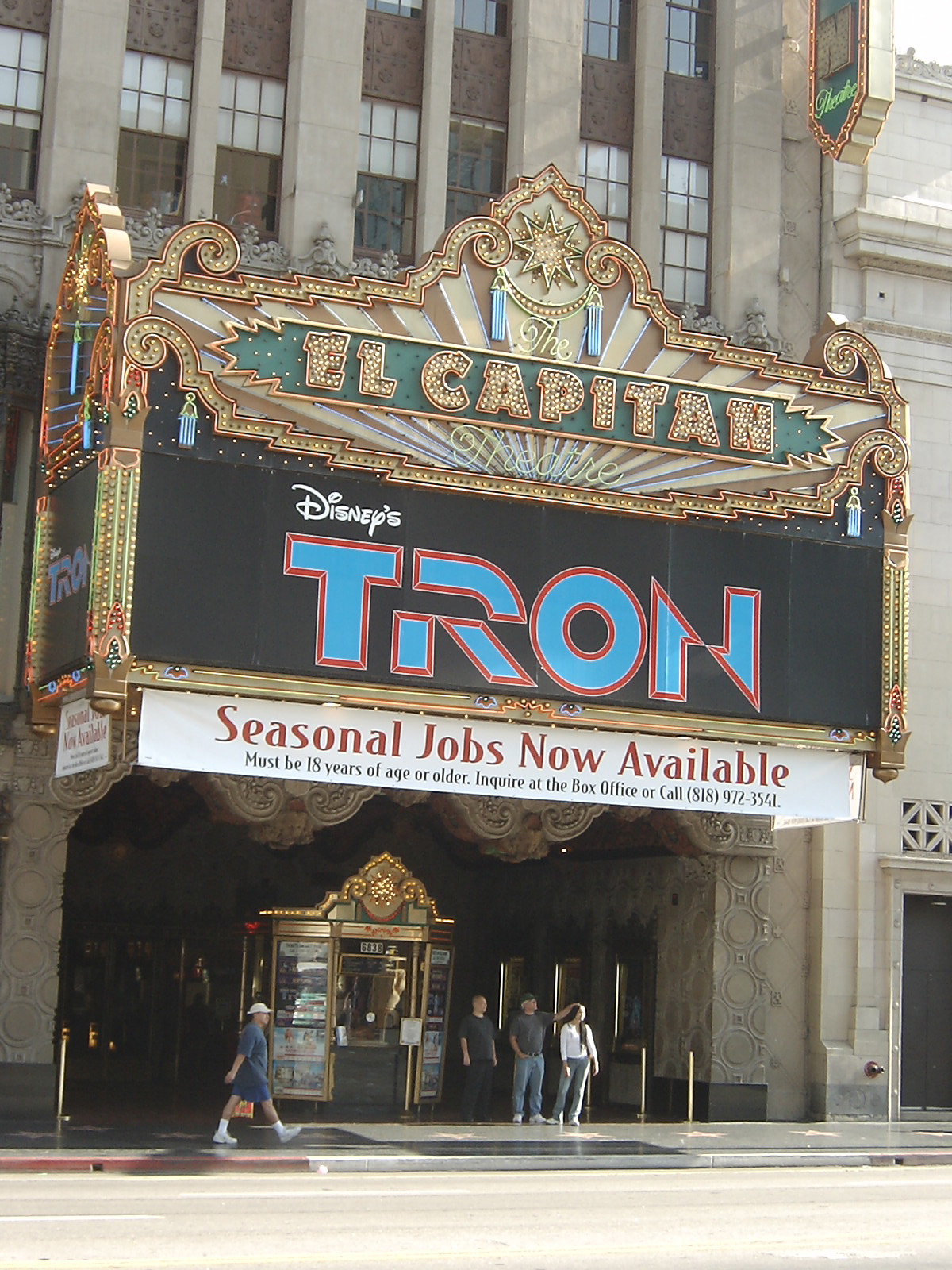
Cartel de Tron (1982), reestrenado en 2005
Cartel de A Lot Like Love (2005) de Touchstone Pictures
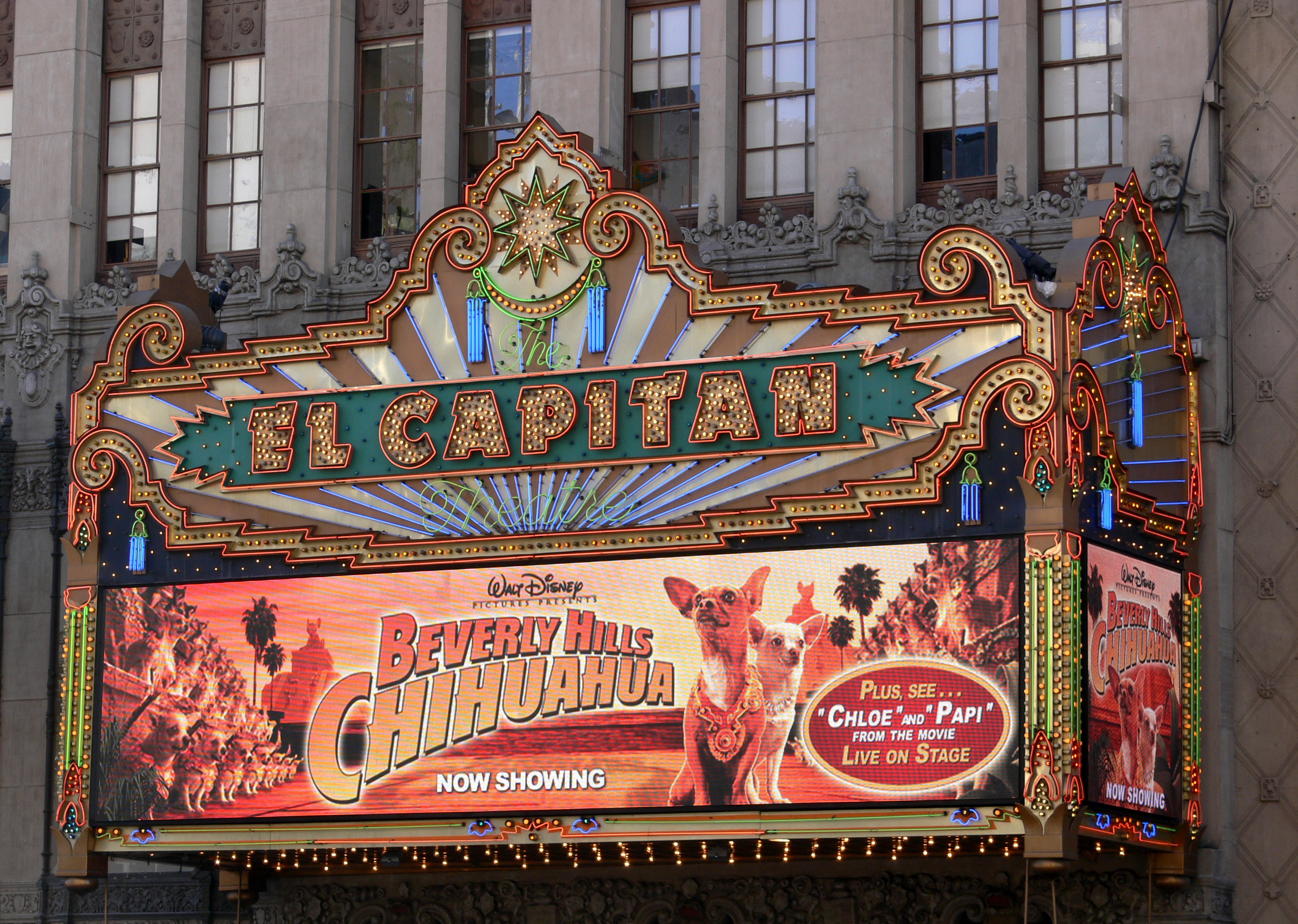
Cartel de Beverly Hills Chihuahua (2008)
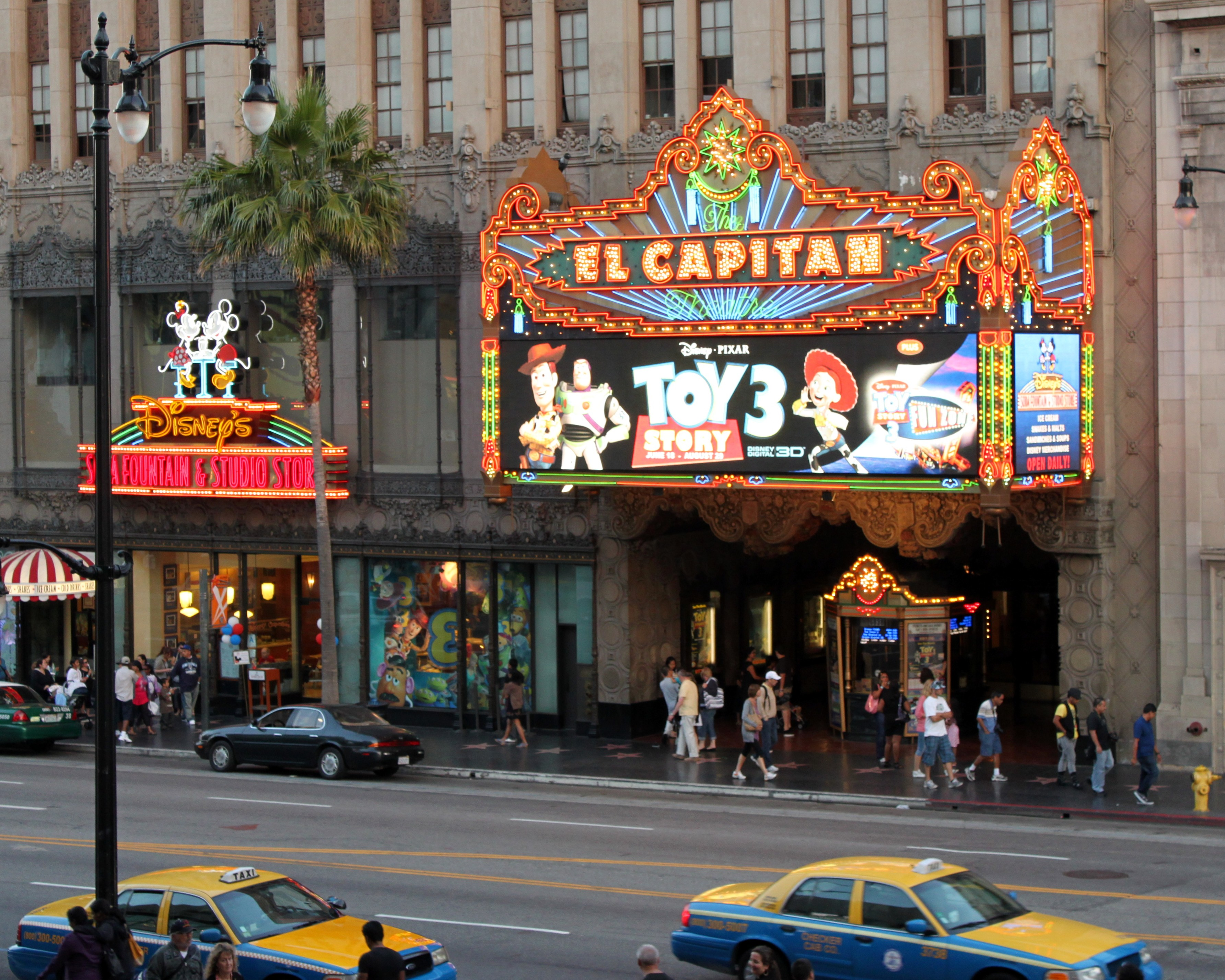
Póster de Toy Story 3 (2010) de Pixar
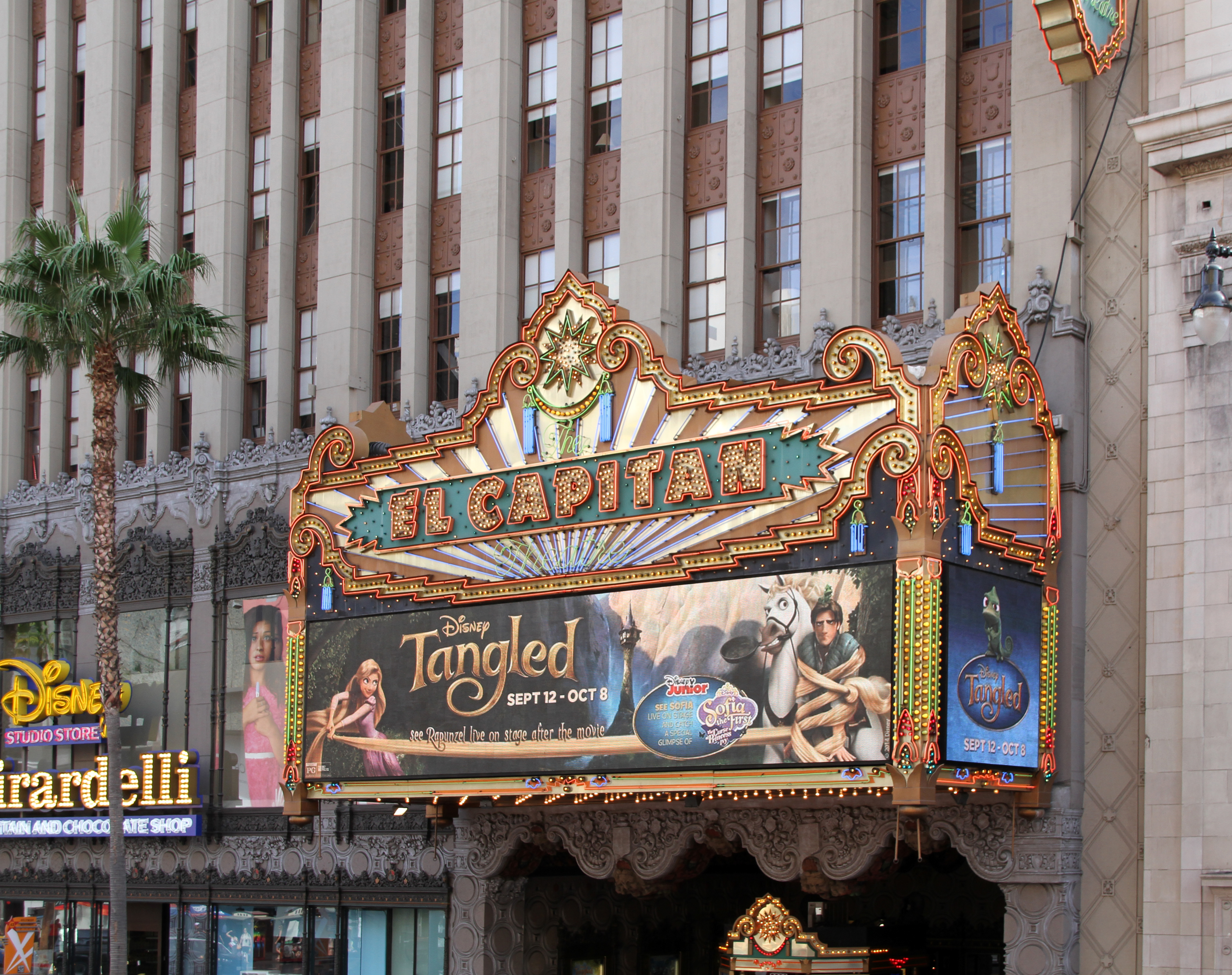
Póster de Enredados (2010) de Walt Disney Pictures
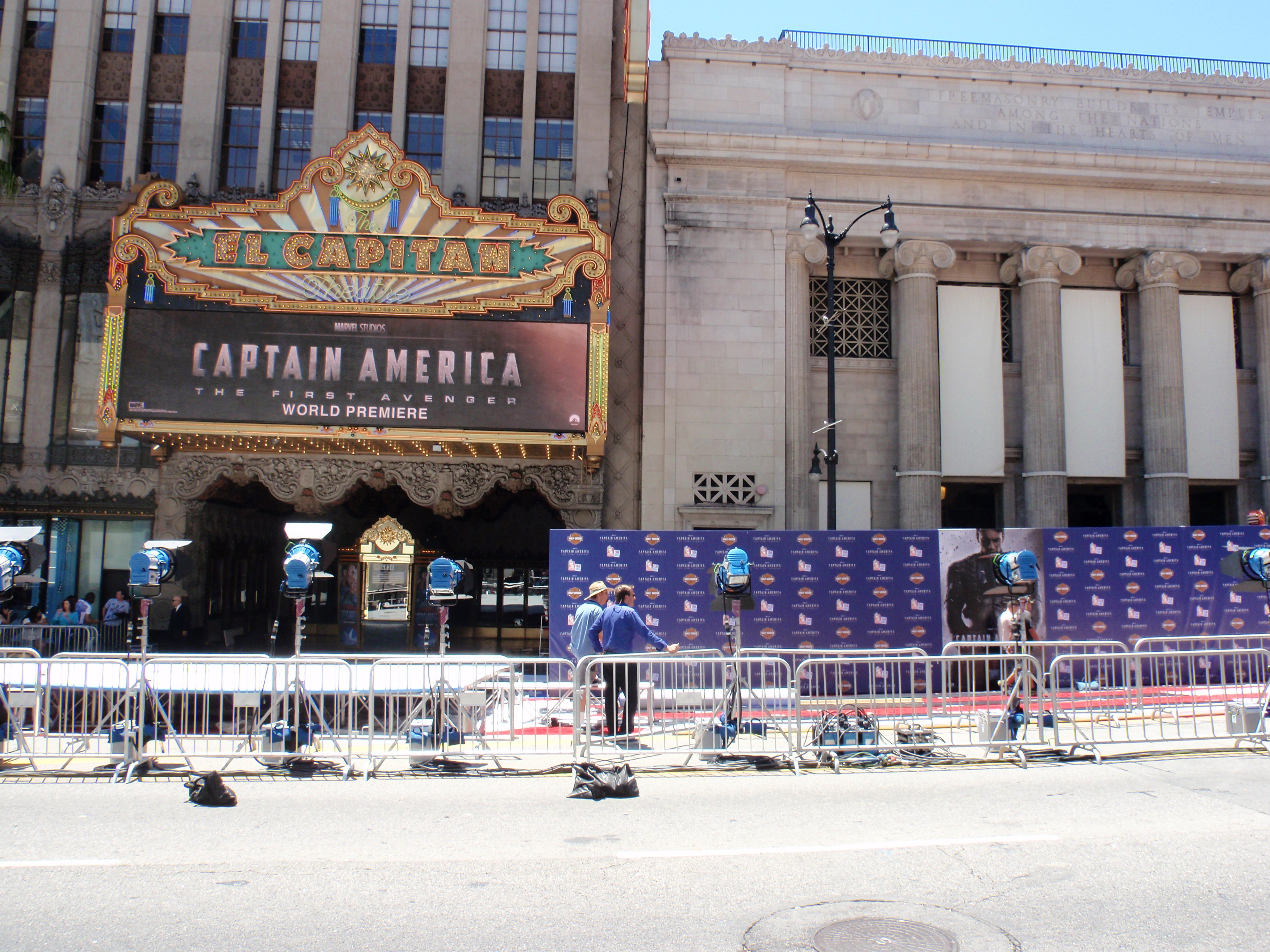
Cartel y barrera del estreno de Capitán América: el primer vengador (2011), de Marvel Studios.
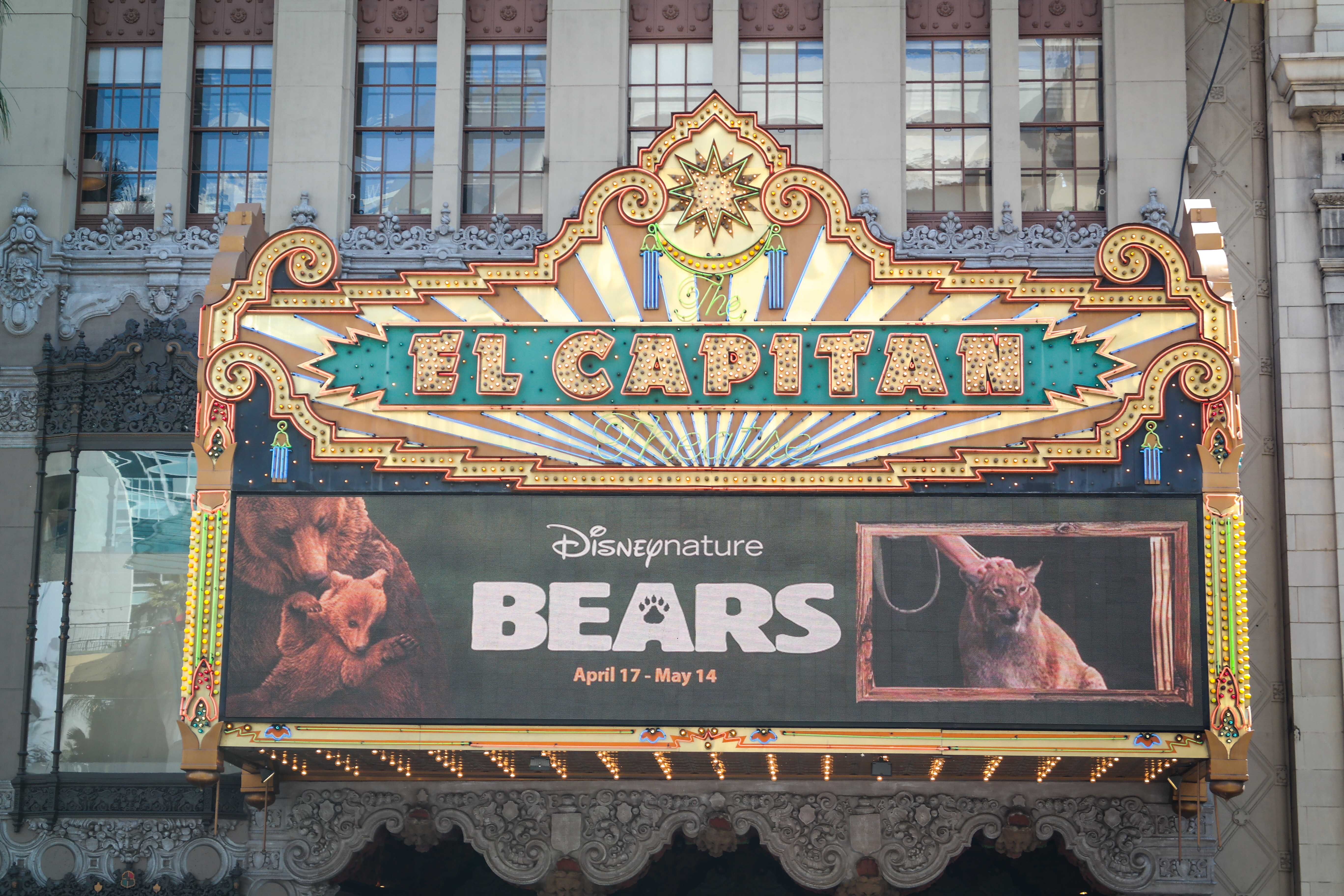
Cartel de Osos (2014) de Disneynature

El 25 de abril de 2019, como anticipo al estreno de Avengers: Endgame, el Teatro El Capitán ofrece un maratón de tres días para revisitar todas las películas del Universo cinematográfico de Marvel. El 4 de julio de 2019, Disney anunció que ofrecería proyecciones especiales de El Rey León en El Capitan Theatre en Dolby Vision del 18 de julio al 2 de septiembre de 2019, con actividades y exclusivas como una réplica de la roca del león para fotos y objetos de coleccionista.

## Descripción del complejo
Al oeste se encuentra el 6834 de Hollywood Boulevard, una zona comercial que alberga Disney's Soda Fountain y Studio Store. Esta zona para beber, comer y comprar abrió el 22 de junio de 2005 justo a la izquierda de la entrada del cine, sustituyendo a una Disney Store que abrió en 1999. En septiembre de 2013, Ghirardelli anunció la incorporación de una zona de chocolate con una fuente cuya apertura está prevista para el 15 de noviembre. Disney quería revivir una tradición estadounidense que ha desaparecido casi por completo, la fuente de soda. Esta forma de venta y consumo se remonta a principios del siglo XX y ha sido sustituida paulatinamente por los restaurantes de comida rápida (al aire libre) y las neveras (en casa). Disney ofrece una variante de este espacio, una mezcla entre los famosos comedores, los salones de té y las verdaderas fuentes de soda que se colocaban en tiendas de comestibles o farmacias. Esta zona de restaurante está junto a una tienda de productos cinematográficos de Walt Disney Pictures, llamada Disney's Studio Store. A la izquierda, una puerta conduce a los pisos superiores y a las oficinas que los ocupan.
En el centro, 6838 Hollywood Boulevard, la entrada a El Capitan Theatre con una marquesina. Cuenta con un escenario de 36,5 m y 1.040 localidades, repartidas entre el parterre y el balcón. Al este se encuentra el 6840 de Hollywood Boulevard, el antiguo Templo Masónico de Hollywood, rebautizado como El Capitan Entertainment Center, que alberga un estudio de televisión y varios teatros. Fue comprado por Walt Disney Company en 1999 y renovado hasta 2002. La empresa celebra allí ceremonias para el estreno de películas producidas por Walt Disney Pictures y los demás estudios Disney..

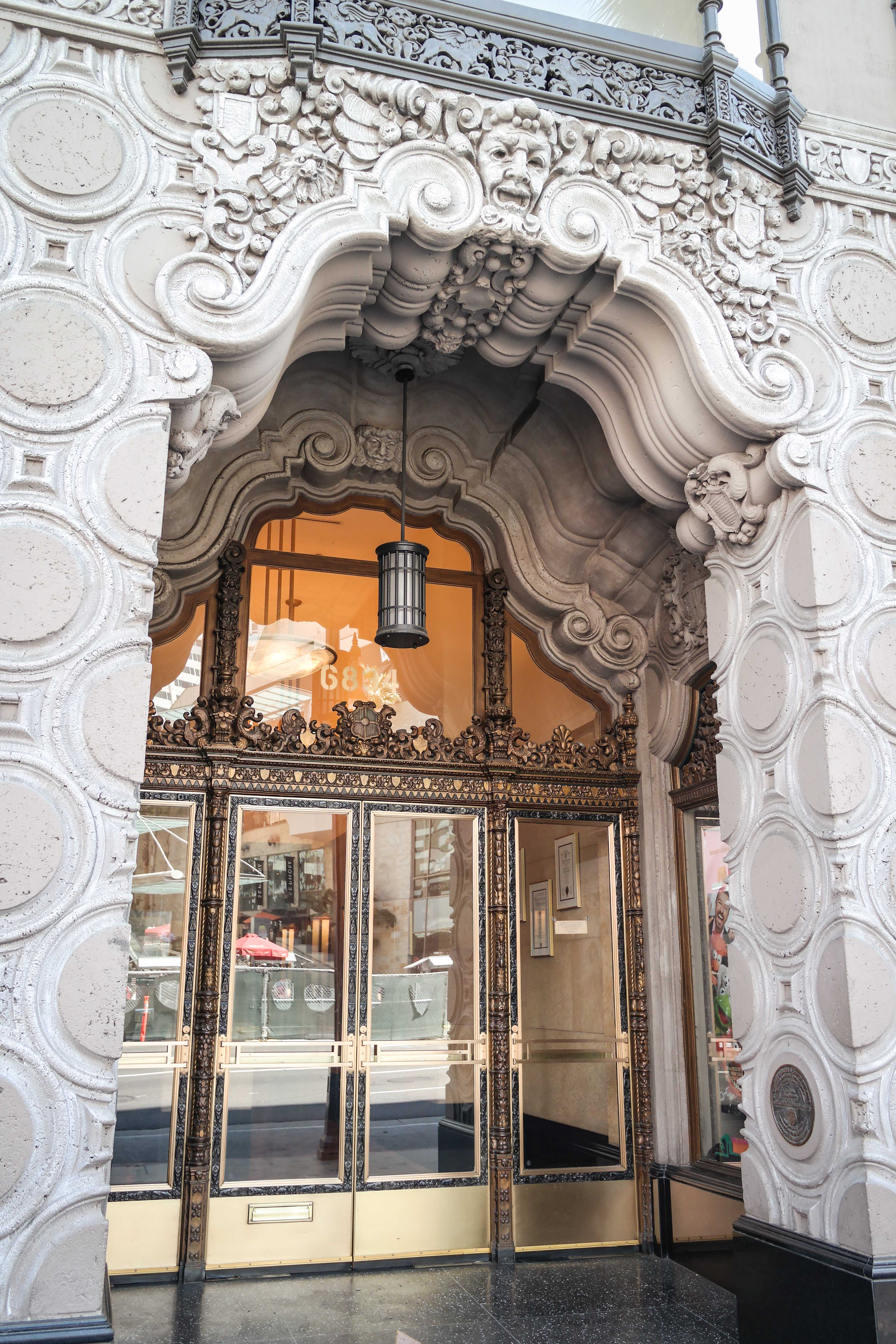
Entrada de la oficina en el 6834 de Hollywood Boulevard
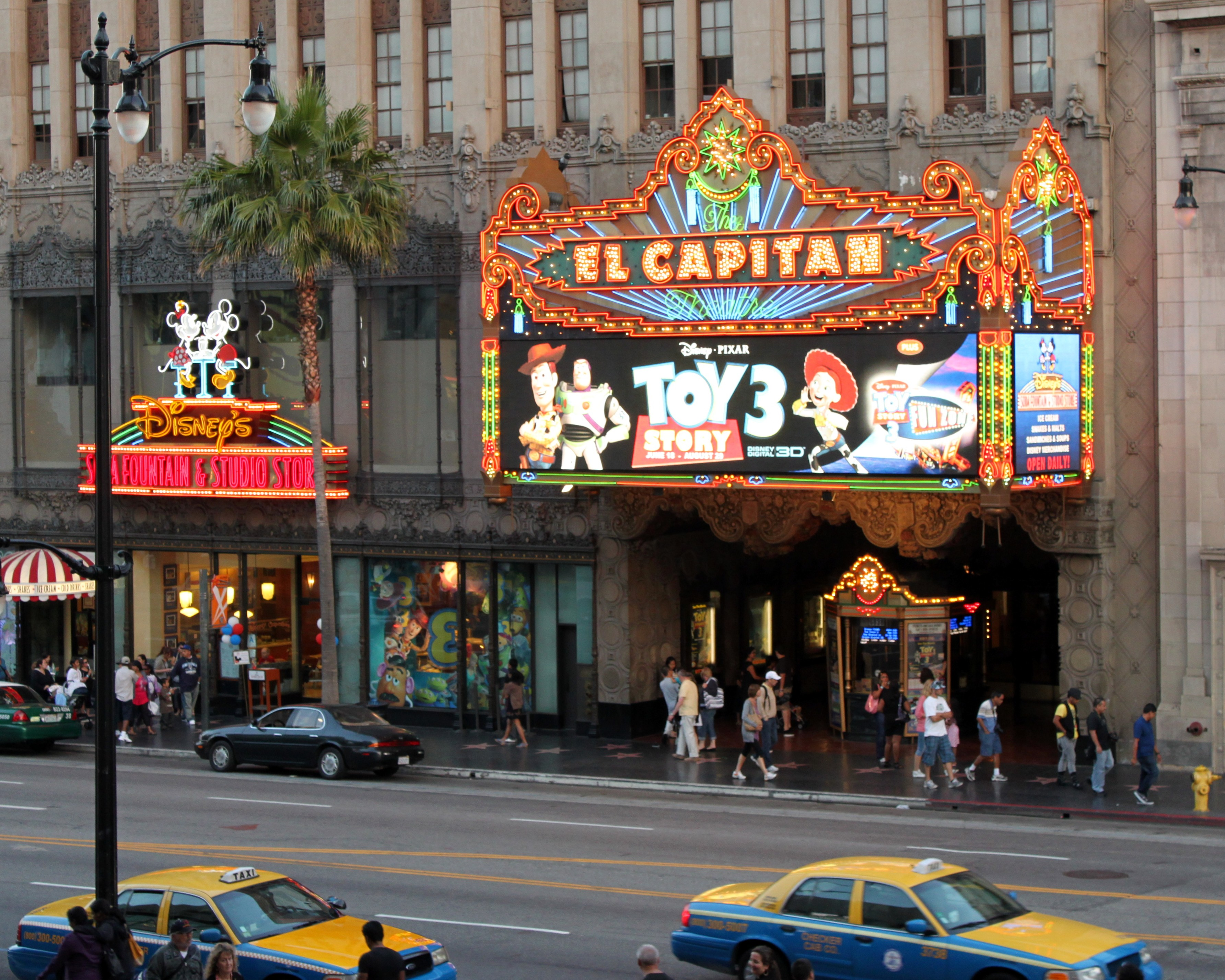
Vista general con el cartel de Disney's Soda Fountain and Studio Store a la izquierda y la marquesina del Teatro El Capitán con el cartel de Toy Story 3 a la derecha (2010)
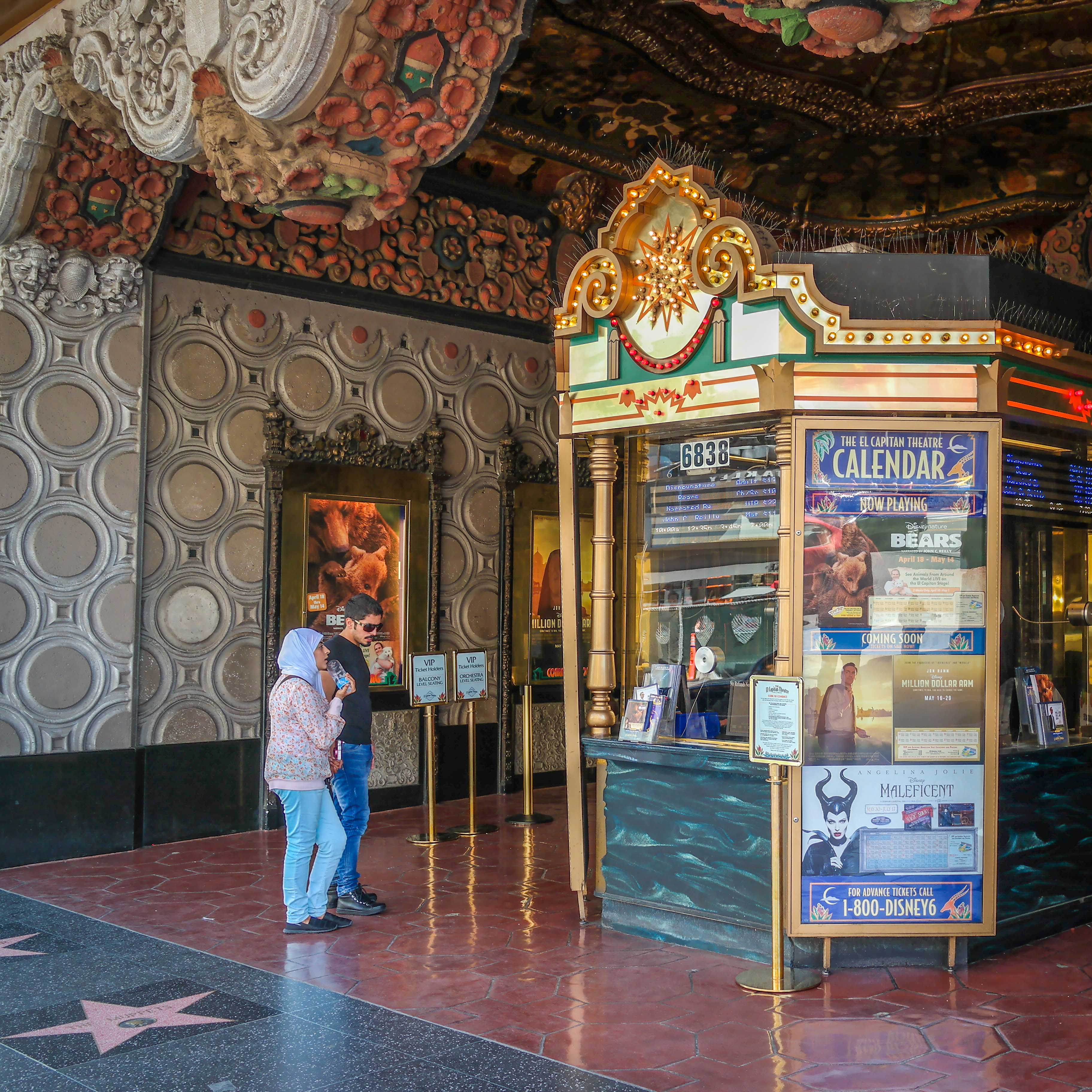
Entrada a El Capitan Theatre en el 6838 de Hollywood Boulevard
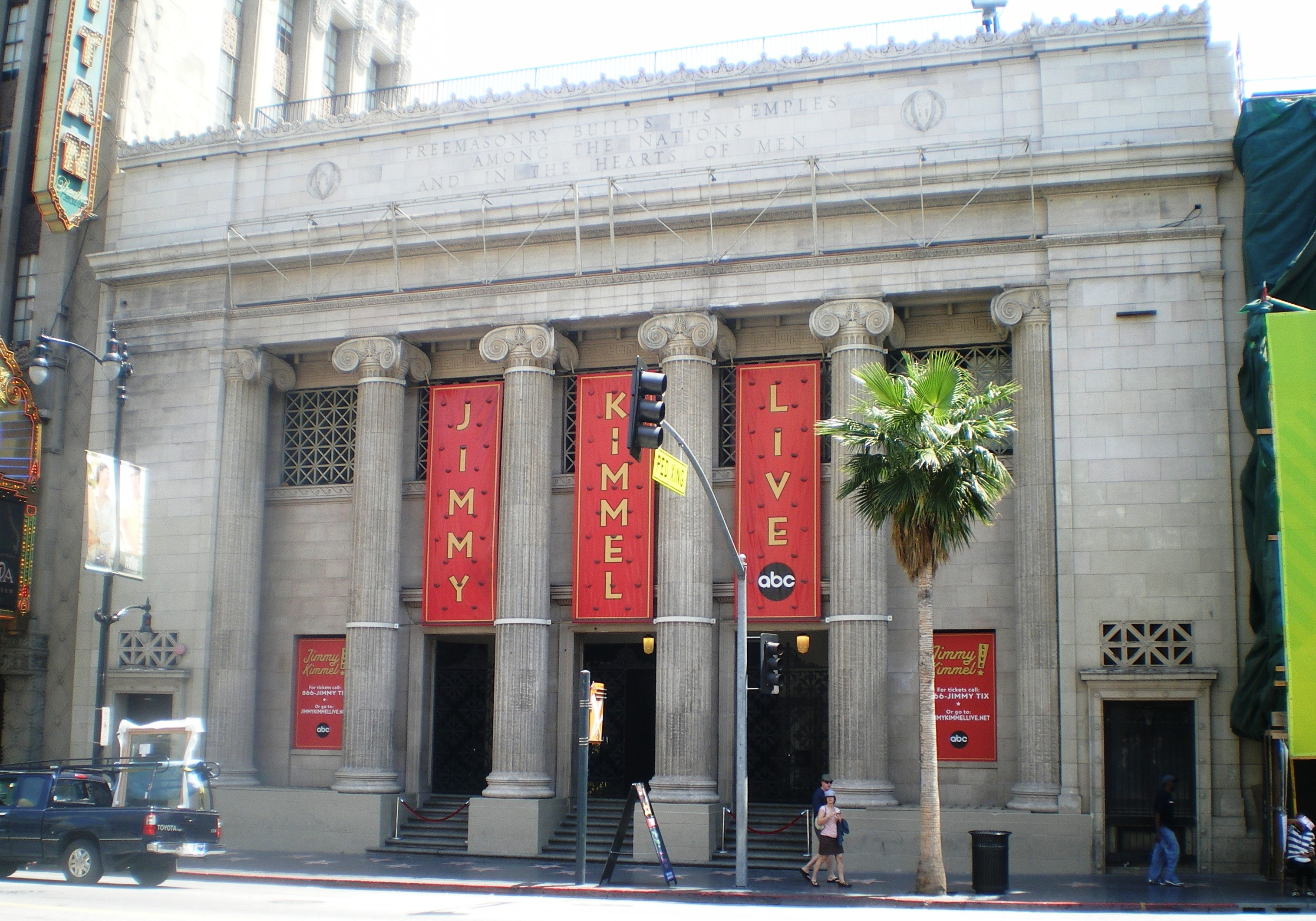
Fachada de El Capitan Entertainment, ubicado en el Templo Masónico de Hollywood, en el 6840 de Hollywood Boulevard.

## En la cultura popular
El cine aparece en el videojuego Grand Theft Auto: San Andreas (2004) como El Dritch Theatre en el distrito de Los Santos y en el videojuego Grand Theft Auto V (2013) como Whirligig Theater.
Varias películas han utilizado la sala como escenario:
- el corto documental Round About Hollywood (1931)[77]
- Shocker (1989) de Wes Craven[78]
- Los Muppets (2011) Según SlashFilm, el rodaje tuvo lugar con Jason Segel, Amy Adams y un centenar de extras interpretando un intrincado número musical a las puertas de El Capitan Theatre.[79]